# Cantharellus lilacinopruinatus
Cantharellus lilacinopruinatus är en svampart som beskrevs av Hermitte, Eyssart. & Poumarat 2005. Cantharellus lilacinopruinatus ingår i släktet Cantharellus och familjen kantareller.   Inga underarter finns listade i Catalogue of Life.

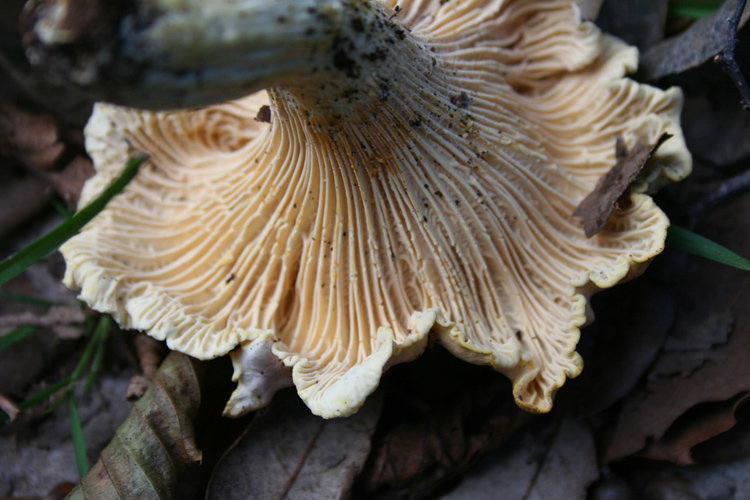